# 新橋駅 (上海市)
新橋駅（しんきょうえき）は中華人民共和国上海市松江区にある、中国鉄路総公司（CR）の駅。
路線名称上は滬昆線の駅であるが、上海軌道交通金山線の電車のみが停車し、杭州・昆明方面に向かう列車は全て通過する。

## 歴史
1909年に上海-杭州間鉄道の駅として開業。
2009年8月12日に金山線改築工事の式典を挙行し、12月に正式に竣工された。2011年に新橋駅の市域鉄道化工事が開始された。市域鉄道化へ向けた工事にはホームや線路の解体・敷き直しや駅舎新築が含まれていた。
2012年8月6日に工事が終わった新橋駅に金山線の一番列車が発着した。2012年9月28日に市域鉄道化された金山線が正式に営業を開始し、旅客事業を再開した。

## 駅構造

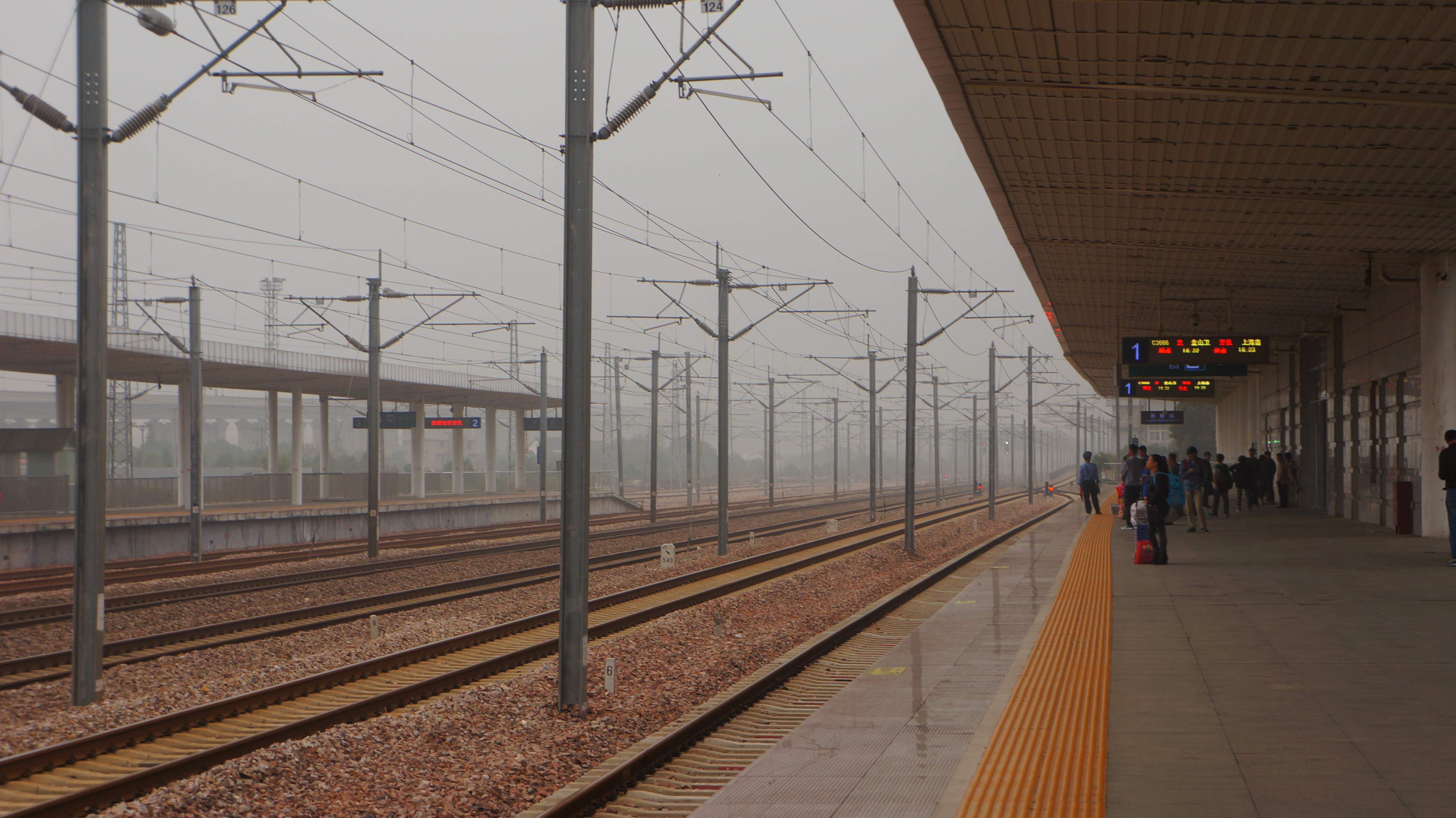
1番線ホーム

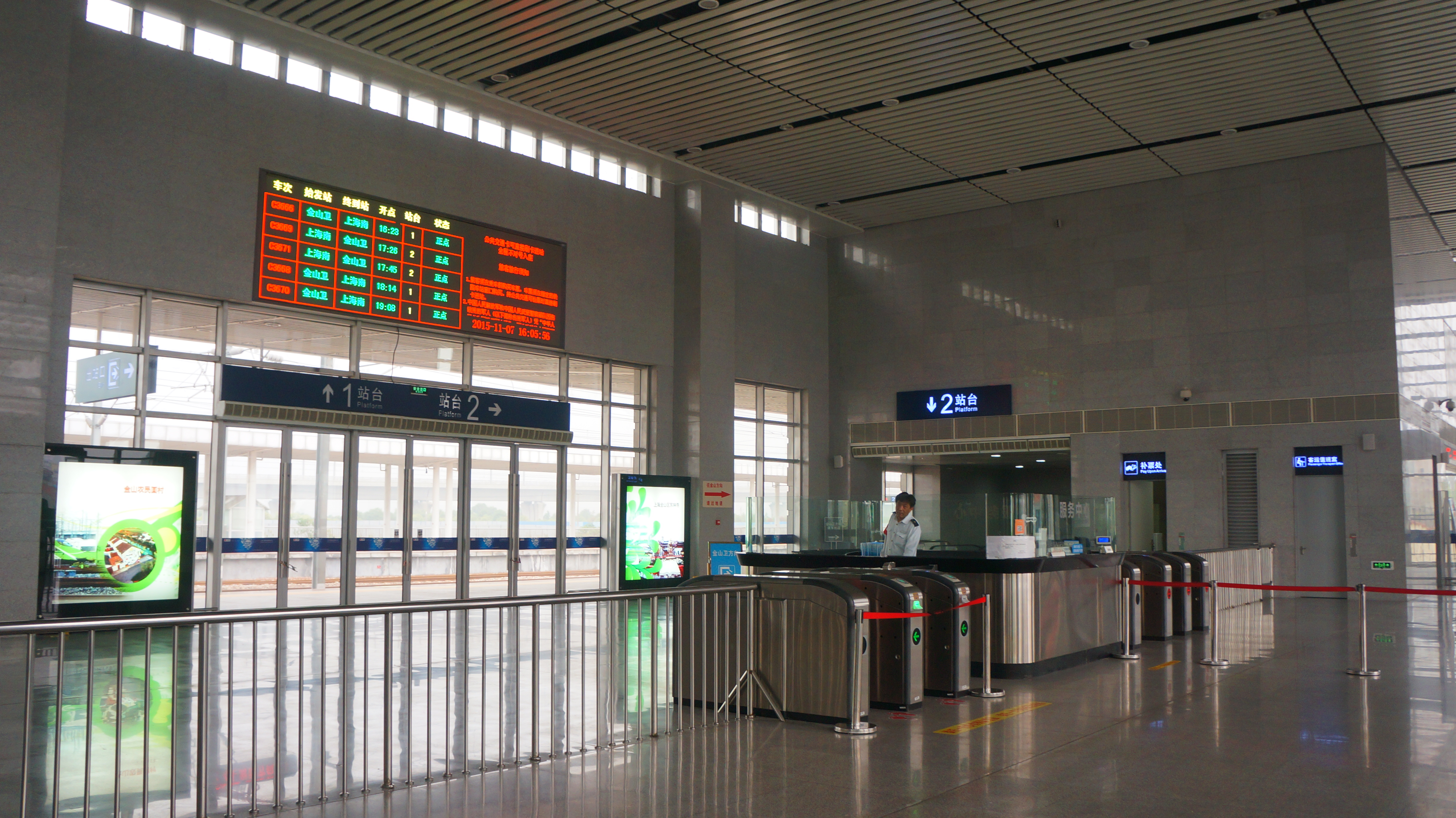
改札口

単式ホーム1面1線（1番線）と島式ホーム1面2線（2・3番線）を有する地上駅。ホーム間に通過線が4線ある。3番線は貨物線であり、柵で仕切られている。
駅舎は1番線ホーム（単式ホーム）と隣接しており、2・3番線ホームへは地下連絡通路により連絡している。

### のりば
| ホーム | 路線     | 方向 | 行先               |
| ------ | -------- | ---- | ------------------ |
| 1      | 金山鉄路 | 上り | 上海南方面         |
| 通過線 | 金山線   | 上り | （上り列車の通過） |
| 通過線 | 滬昆線   | 上り | （上り列車の通過） |
| 通過線 | 滬昆線   | 下り | （下り列車の通過） |
| 通過線 | 金山線   | 下り | （下り列車の通過） |
| 2      | 金山線   | 下り | 金山衛方面         |
| 3      |          |      | 貨物線             |

## 駅周辺
- 新橋公園
- 上海浦東発展銀行
- 新橋郵政支局

## 隣の駅
中国鉄路総公司
金山線(上海市域鉄道)
ノンストップ電車
通過
各駅停車
春申駅 - 新橋駅 - 車墩駅